# Liptena daemon
Liptena daemon är en fjärilsart som beskrevs av Druce 1910. Liptena daemon ingår i släktet Liptena och familjen juvelvingar. Inga underarter finns listade i Catalogue of Life.

## Bildgalleri

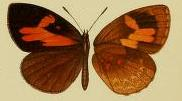
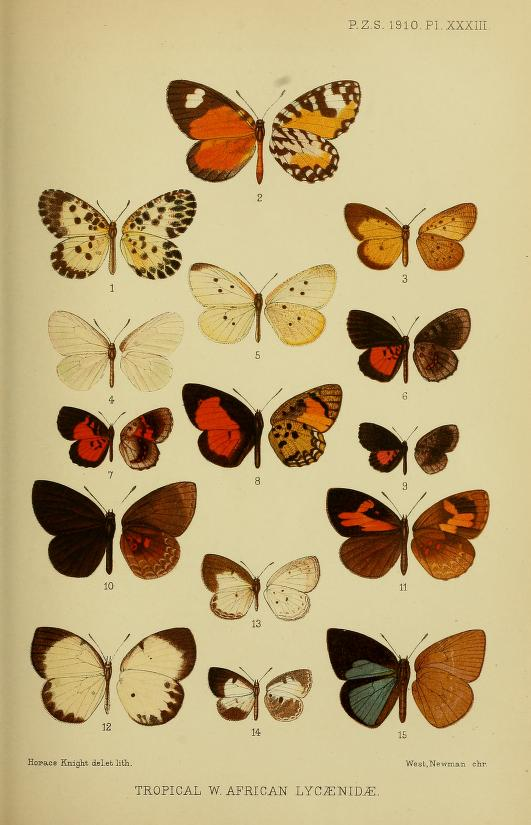